# Рай (Божественная комедия)
В произведении «Божественная комедия» Данте Алигьери строит строгую систему небесного рая, представляя его в виде 9-ти сфер, окружающих божественный центр («Пламенеющую Розу»).

## Сюжет
В земном раю провожатой Данте выступает его возлюбленная Беатриче, восседающая на влекомой грифоном колеснице (аллегория торжествующей церкви); она побуждает Данте к покаянию, а затем возносит его, просветлённого, на небо. Заключительная, третья, часть поэмы посвящена странствованиям Данте по небесному раю. Последний состоит из семи сфер, опоясывающих землю и соответствующих семи планетам (согласно распространённой тогда Птолемеевой системе): сферы Луны, Меркурия, Венеры и т. д., за ними следуют сферы неподвижных звёзд и хрустальная, — за хрустальной сферой расположен Эмпирей, — бесконечная область, населённая блаженными, созерцающими Бога, — последняя сфера, дающая жизнь всему сущему. Пролетая по сферам, ведомый впоследствии Бернардом, Данте видит императора Юстиниана, знакомящего его с историей Римской империи, учителей веры, мучеников за веру, чьи сияющие души образуют сверкающий крест; возносясь все выше и выше, Данте видит Христа и Деву Марию, ангелов и, наконец, перед ним раскрывается «небесная Роза» — местопребывание блаженных. Здесь Данте приобщается к высшей благодати, достигая общения с Создателем.  
| Номер   | Название | Чин ангела | Описание                                                                                              | Примеры Данте | Песни                                   |
| ------- | --- | ---------- | --- | --- | --------------------------------------- |
| 1 небо  | Луна | Ангелы     | обитель праведников, нарушивших обеты не по своей воле, и за это попавших на самую низшую ступень рая | Иеффай, Агамемнон, Констанция Норманнская | I II III IV V                           |
| 2 небо  | Меркурий | Архангелы  | обитель - реформаторов, честолюбивых деятелей - и невинно пострадавших                                | - Юстиниан - Ифигения | VI VII                                  |
| 3 небо  | Венера | Начала     | обитель влюблённых                                                                                    | Карл Мартелл, Куницца, Фолько Марсельский, «родопеянка», Раава | VIII IX                                 |
| 4 небо  | Солнце | Власти     | обитель мудрецов и великих учёных. Они образуют два круга («хоровода»).                               | 1-й круг: царь Соломон, Фома Аквинский, Альберт фон Больштедт, Франческо Грациано, Пётр Ломбардский, Дионисий Ареопагит, Павел Орозий, Боэций, Исидор Севильский, Беда Достопочтенный, Рикард, Сигер Брабантский 2-й круг: Бонавентура, францисканцы Августин и Иллюминат, Гугон, Пётр Едок, Пётр Испанский, Нафан, Иоанн Златоуст, Ансельм, Элий Донат, Рабан Мавр, Иоахим | X XI XII XIII XIV (1-78)                |
| 5 небо  | Марс | Силы       | обитель воителей за веру                                                                              | Иисус Навин, Иуда Маккавей, Роланд, Готфрид Бульонский, Роберт Гвискар | XIV (79-139) XV XVI XVII XVIII (1-51)   |
| 6 небо  | Юпитер | Господства | обитель справедливых правителей                                                                       | библейские цари Давид и Езекия, император Траян, король Гульельмо II Добрый и герой «Энеиды» Рифей | XVIII (52-136) XIX XX                   |
| 7 небо  | Сатурн | Престолы   | обитель богословов и монахов («созерцателей»)                                                         | Бенедикт Нурсийский (потом переместился на 10 небо), Пётр Дамиани, Макарий, Ромоальд | XXI XXII (1-96)                         |
| 8 небо  | Сфера звёзд | Херувимы   | обитель «торжествующих»                                                                               | Возможно, апостол Пётр, апостол Иоанн, Мафусаил | XXII (97-154) XXIII XXIV XXV XXVI XXVII |
| 9 небо  | Перводвигатель, кристальное небо | Серафимы   | Ангелы, святые                                                                                        | Возможно, папы римские: Сикст, Пий, Каликст и Урбан | XXVIII XXIX                             |
| 10 небо | Эмпирей — Пламенеющая Роза и Лучезарная Река (сердцевина розы и арена небесного амфитеатра). На берегах реки (ступенях амфитеатра, который делится ещё на 2 полукружия — ветхозаветное и новозаветное) восседают блаженные души. | Бог        | обитель Божества и блаженных душ                                                                      | Мария (Богоматерь) — во главе, под ней — Адам и Апостол Пётр, Моисей, Рахиль, и Беатриче, Сарра, Ревекка, Юдифь, Руфь и др. Напротив сидят Иоанн Креститель, под ним — Лючия, Франциск Ассизский, Бенедикт, Августин и др. | XXX XXXI XXXII XXXIII                   |